# Massacro di Częstochowa

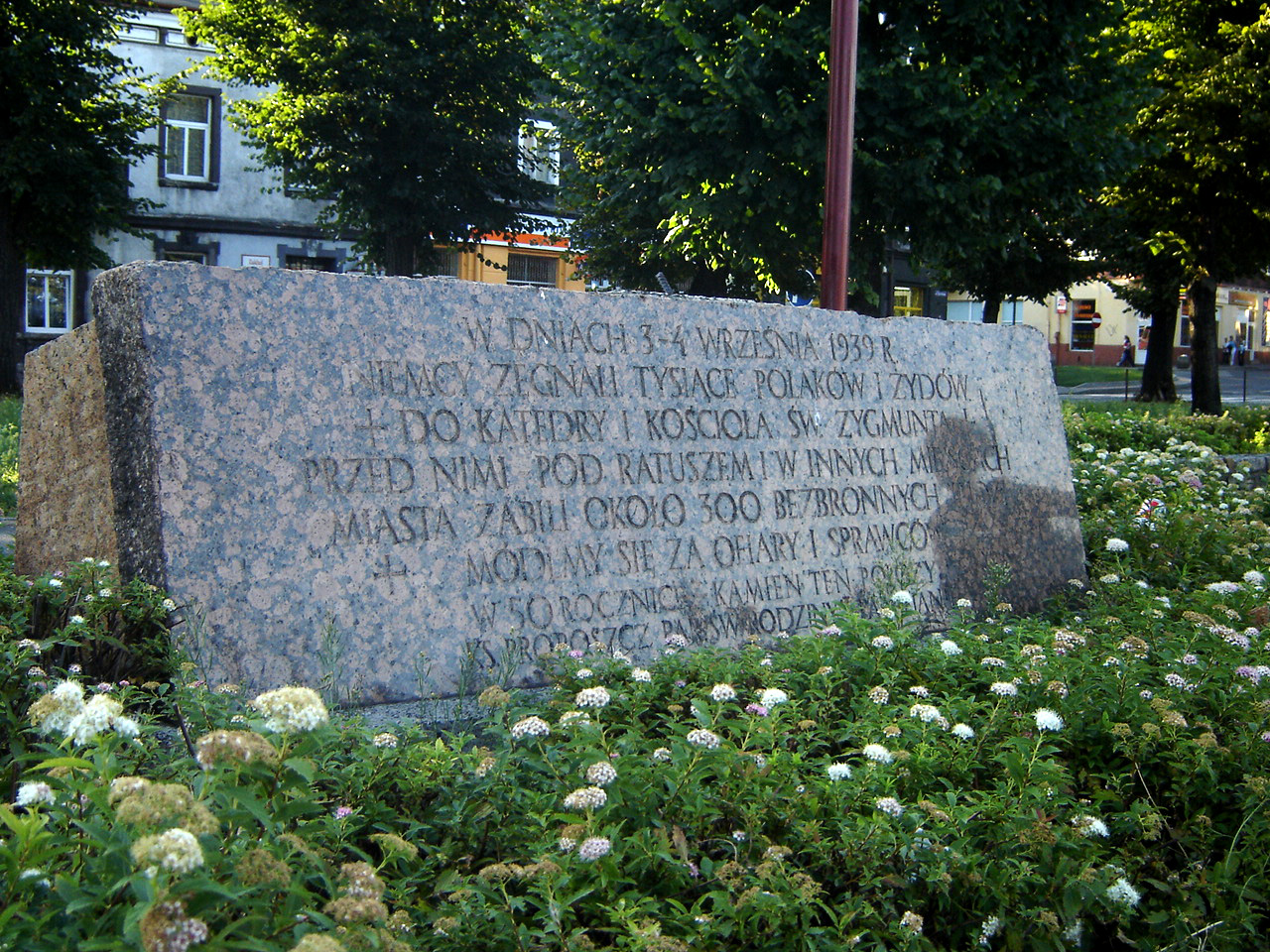
Un monumento che ricorda la strage, in piazza Giovanni Paolo II

Il massacro di Częstochowa (masakra w Częstochowie in polacco) fu commesso dalle forze tedesche della Wehrmacht nella città di Częstochowa, tra il 4 e il 6 settembre 1939. Le sparatorie, le violenze e il saccheggio continuarono per tre giorni, in più di una dozzina di luoghi separati all'interno della città. Furono assassinati circa 1.140 civili polacchi, di cui 150 etnicamente ebrei.

## Gli antefatti
La città di Częstochowa nel 1931 contava una popolazione di 117.000 abitanti, fu invasa dall'esercito tedesco il 3 settembre 1939, durante la campagna di Polonia, non si verificarono scontri, data la ritirata della 7ª divisione di fanteria dell'esercito polacco il giorno precedente. Molti uomini validi lasciarono la città insieme ai soldati polacchi. Il 42º reggimento di fanteria "Bayreuth" della 10ª armata della Wehrmacht entrò in città nel primo pomeriggio. Quel giorno entrarono in città senza caricare le armi, poiché il comando della Wehrmacht era più preoccupato del rischio di "fuoco amico" causato dall'inesperienza e dal nervosismo delle truppe, che da una possibile minaccia della retroguardia polacca. Infatti in altri luoghi occupati scoppiarono delle furiose sparatorie tedesche causate dalla paura, portando spesso ai massacri dei civili come nel caso di Kajetanowice.
I diari archiviati dei soldati tedeschi, così come i rapporti ufficiali dell'esercito, rivelano che la restante popolazione civile della città agì pacificamente e non ostacolò in alcun modo l'esercito tedesco. La sera del 3 settembre trascorse senza incidenti, le perquisizioni delle abitazioni e dei locali commerciali non portarono alla luce armi nascoste.

## Il massacro

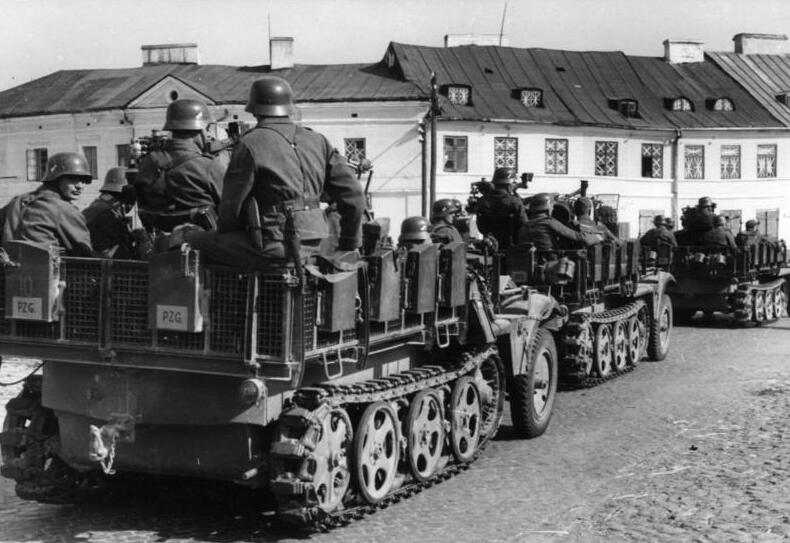
La Wehrmacht entra nei sobborghi di Częstochowa

Il quartier generale del 42º reggimento, situato a circa 20 km a sud della città, la sera del 4 settembre, ricevette un rapporto dalle unità tedesche in cui si affermò di aver subito un attacco da dei partigiani polacchi in due diversi episodi: il primo nel cortile della scuola dove stazionò il reggimento e nel secondo fu coinvolta una colonna di prigionieri sorvegliata dal 97º reggimento. I soldati tedeschi affermarono di essere stati colpiti con armi da fuoco da una delle case nelle vicinanze.
Secondo i rapporti e le testimonianze dei soldati, nessuno dei testimoni tedeschi fu in grado di descrivere i presunti aggressori. Una perquisizione delle abitazioni, avvenuta dopo la strage, non portò alla luce "persone sospette". Secondo lo storico tedesco Jochen Böhler, le sparatorie furono causate dai soldati tedeschi nervosi e in preda al panico (molto probabilmente sotto l'influenza di stimolanti) che poi usarono gli immaginari "partigiani polacchi" come motivo per le loro azioni avventate e il conseguente massacro.
Secondo un testimone oculare polacco, arrestato in precedenza ed entrato a far parte di una colonna di prigionieri polacchi sotto la guardia tedesca, i soldati della Wehrmacht spararono con una mitragliatrice sulla colonna dei prigionieri, provocando il panico tra coloro che cercarono di sfuggire alla morte. In seguito all'evento, le guardie di scorta ai prigionieri iniziarono a sparare all'impazzata contro gli stessi prigionieri: nella sparatoria furono assassinati circa 200 individui, tra polacchi ed ebrei.
La fase successiva del massacro ebbe luogo in un altro punto della città, al termine delle prime sparatorie selvagge. Secondo la testimonianza di Helena Szpilman rilasciata al Comitato Centrale degli Ebrei di Polonia, i soldati tedeschi rastrellarono i civili polacchi ed ebrei dalle loro case (diverse migliaia di individui tra anziani, donne e bambini), li costrinsero a marciare verso Piazza Magnacki, davanti alla cattedrale della città, furono tutti costretti a sdraiarsi a terra a faccia in giù, dove i soldati tedeschi dissero che chiunque si fosse mosso sarebbe stato colpito.
Il tenente colonnello Ube, a capo dei reparti della Wehrmacht che eseguirono il massacro, fu l'autore del rapporto al comando del reggimento che attribuì la sparatoria ai "partigiani polacchi" e stimò che fossero state raccolte circa 10.000 persone nella piazza. Altre stime simili sul numero di persone rastrellate furono fornite dai testimoni oculari e dai sopravvissuti.
Dopo essere stati separati dalle donne, gli uomini furono perquisiti e chiunque fosse stato trovato in possesso di un rasoio da barba o di un coltellino tascabile fu fucilato sul posto. Agli uomini rimanenti fu detto di entrare in chiesa e quando iniziarono a muoversi per farlo i soldati tedeschi aprirono il fuoco su di loro. Secondo la testimonianza di Henoch Diamant, ferito nella sparatoria, diverse centinaia di persone furono uccise sul posto mentre altre circa 400 rimasero ferite: lo svolgersi del massacro davanti alla cattedrale fu immortalato da un fotografo tedesco, dal rastrellamento iniziale fino ai cittadini polacchi ed ebrei in attesa del loro destino, alle foto dei cadaveri sparsi per le strade della città e davanti alla cattedrale: questa raccolta di foto fu acquisita da un soldato americano, consegnata a sua volta da un mitragliere tedesco catturato verso la fine della guerra.

### Numero di morti
Secondo il verbale ufficiale redatto dal tenente colonnello Ube nel corso della cosiddetta "azione di punizione per l'attività partigiana" sarebbero state uccise 3 donne e 96 uomini. Nella primavera del 1940, il sindaco tedesco di Częstochowa, Richard Wendler, diede il permesso per l'esumazione dei corpi: furono portati alla luce circa 227 cadaveri, di cui 194 uomini, 25 donne e 8 bambini; 22 vittime furono identificate come ebree. I corpi furono riesumati in diverse località, tra cui 54 in via Krakowska, 40 a Garncarska, 48 presso il municipio e 4 in via Piotrkowska. Ci furono anche diversi omicidi su scala minore compiuti in vari punti della città, inclusi i pazienti in un ospedale militare gestito dalla Croce Rossa.
Secondo il Centro per la documentazione della storia di Częstochowa, quel giorno in città furono uccise complessivamente almeno 600 persone. Altre stime indicano un numero di più di 1.000 vittime: 990 di etnia polacca e 110 ebrei (più di 40.000 ebrei furono successivamente assassinati dopo la liquidazione del ghetto di Częstochowa).

## Altri incidenti simili
Uno dei reggimenti che commise i massacri a Częstochowa fu coinvolto due giorni dopo in un incidente molto simile nel villaggio di Kajetanowice, anche se su scala minore. Ancora una volta, dei colpi furono sparati da sconosciuti contro il reggimento (sempre molto probabilmente a causa del fuoco amico), ciò permise che alcuni soldati più nervosi iniziassero a sparare all'impazzata. "Hanno sparato alla cieca contro le case", secondo alcuni testimoni oculari, e poi ordinarono a tutti gli uomini del villaggio di radunarsi in un campo aperto: tutti coloro che rispettarono l'ordine furono giustiziati. In tutto furono identificate 72 vittime del massacro di Kajetanowice (un terzo degli abitanti del villaggio), tra cui un neonato, cinque bambini piccoli, quattordici adolescenti, dodici donne e sei anziani. Uno dei soldati coinvolti confidò alla testimone oculare Wiktoria Czech di sapere che gli abitanti del villaggio fossero innocenti, ma che il reggimento aveva ricevuto l'ordine di uccidere tutti i civili. Un altro soldato commentò che "i polacchi dovrebbero essere uccisi quando sono ancora nella culla". Successivamente, l'intero villaggio fu raso al suolo.
Le "perdite" tra le unità tedesche del 42º reggimento a Kajetanowice furono due cavalli morti, entrambi molto probabilmente colpiti dal fuoco amico. Il rapporto ufficiale dell'unità affermò che il massacro e l'incendio del villaggio furono compiuti come vendetta per l'uccisione dei due cavalli tedeschi.

## Le indagini nel dopoguerra
Un'indagine sul massacro fu condotta nel 1985 a Bayreuth, in Germania, nei confronti degli ex soldati del 42º reggimento di fanteria. La maggior parte di loro affermò di essere stata oggetto di colpi di arma da fuoco dalle case vicine precedenti al massacro, ma nessuno fu in grado di descrivere i presunti aggressori. Un ex soldato ammise persino di non avere idea se i presunti aggressori fossero "soldati, partigiani o civili". Diversi ex soldati ammisero che era scoppiato il panico generale tra le truppe tedesche, con tutti che correvano a prendere le armi, inciampavano l'uno sull'altro e sparavano all'impazzata. Uno degli ufficiali del reggimento ricordò di essere stato furioso con i suoi soldati per la loro totale mancanza di disciplina. Gli ex militari del reparto ammisero anche di non aver trovato armi né uomini validi nelle successive perquisizioni, ma solo qualche donna con i bambini e qualche anziano. L'ex soldato Hans M. dichiarò:"Non ho mai visto nessun partigiano a Częstochowa con i miei occhi".
Riguardo al secondo massacro vicino alla cattedrale, l'ex soldato della Wehrmacht Fritz S. in una prima dichiarazione affermò che dopo la fine della sparatoria gli fu ordinato di chiedere cortesemente ai civili di lasciare le loro case e di riunirsi in una chiesa. Tuttavia, Fritz S. tornò volontariamente dagli investigatori diversi giorni dopo e cambiò la sua dichiarazione affermando che l'ordine fosse di rimuovere con la forza i civili dalle loro case e di allinearli a terra a faccia in giù; aggiunse anche "voglio sottolineare che non ho mai chiesto gentilmente a nessun civile di lasciare le proprie case. Anzi, li abbiamo buttati fuori".
Il massacro fu sotto indagine anche del Comitato storico ebraico e del governo di Częstochowa. Nel 2009, l'Istituto polacco per la memoria nazionale trovò le fosse comuni vicino alla stazione ferroviaria di Stradom contenenti circa 2.000 cadaveri, anche se non è chiaro se i corpi siano collegati a questo massacro o alle successive uccisioni da parte dei nazisti. Sempre nel 2009 furono scoperti i diari di Bolesław Kurkowski. Kurkowski assistette ai massacri e in seguito prese parte all'esumazione di alcuni corpi nel 1940, come lavoratore forzato (l'esistenza dei diari fu nota in anticipo dai diversi frammenti disponibili).
Nel settembre 2009, in occasione del 70º anniversario dell'invasione tedesca della Polonia, l'emittente pubblica tedesca Rundfunk Berlin-Brandenburg ebbe in programma di girare un film documentario sul tema del massacro di Częstochowa con l'intento di rendere note le atrocità di guerra commesse dalla Wehrmacht e non ancora note in Germania (in contrasto con le atrocità delle SS e con quelle commesse dopo l'invasione dell'Unione Sovietica da parte di Hitler).